# Provincia di Çorum
La provincia di Çorum (in turco Çorum ili) è una provincia della Turchia.

## Geografia antropica

### Suddivisioni amministrative

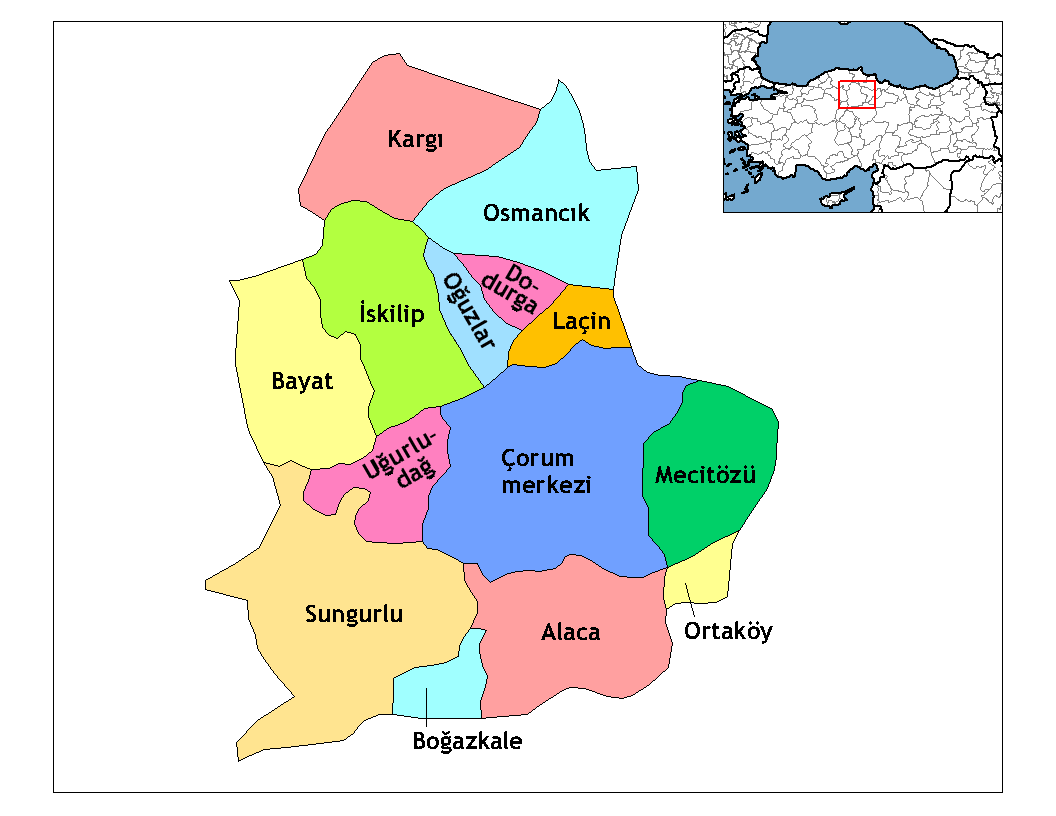
Distretti della provincia di Çorum

La provincia è divisa in 14 distretti:
| - Çorum (centro) - Alaca - Bayat - Boğazkale - Dodurga - İskilip - Kargı | - Laçin - Mecitözü - Oğuzlar - Ortaköy - Osmancık - Sungurlu - Uğurludağ |

Fanno parte della provincia 38 comuni e 732 villaggi.